# Psydrax recurvifolia
Psydrax recurvifolia är en måreväxtart som först beskrevs av Arthur Allman Bullock, och fick sitt nu gällande namn av Diane Mary Bridson. Psydrax recurvifolia ingår i släktet Psydrax och familjen måreväxter. Inga underarter finns listade i Catalogue of Life.